# Ветроэнергетика США

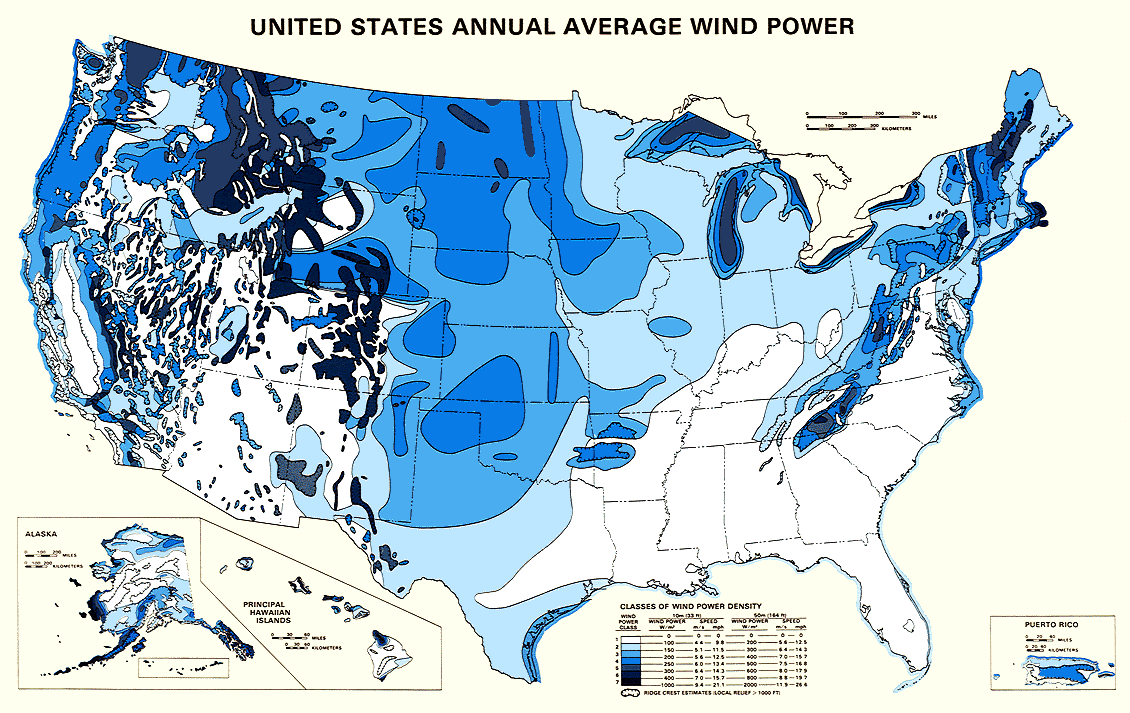
Карта потенциала ветроэнергетики США

Ветроэнергетика США является наиболее быстро развивающейся отраслью возобновляемой энергетики в стране. С января по декабрь 2020 года 337,5 тераватт-часов было произведено ветровой энергией, или 8,42% всей выработанной электроэнергии в Соединенных Штатах. В 2019 году ветроэнергетика превзошла гидроэнергетику как крупнейший возобновляемый источник энергии, производимый в США. По состоянию на январь 2021 года общая установленная мощность ветроэнергетики в Соединенных Штатах составляла 122 478 МВт, уступая по этому показателю лишь Китаю и ЕС. В 2022 году мощность ветроэнергетики составляла 140 862 МВт.

## Потенциал
Pacific Northwest Laboratory в 2001 году оценила потенциал ветроэнергетики 20 штатов США. Из энергии ветра третьего класса и выше, на доступных землях, 20 штатов могут ежегодно производить до 10 777 млрд кВт·ч электроэнергии в год, что в три раза больше потребления США в 2001 году.
Наибольшим потенциалом обладает штат Северная Дакота, которую называют «Саудовской Аравией энергии ветра».
В 2008 году Департамент энергетики США (DoE) опубликовал исследование: 20% Wind energy. В исследовании DoE прогнозирует, что к 2030 году США из энергии ветра будут вырабатывать 20 % электроэнергии, производимой в стране.
Согласно исследованию, проведённому National Renewable Energy Laboratory (NREL) в 2010 году, потенциал офшорной ветроэнергетики оценивается в 4150 ГВт, тогда как в 2008 году суммарная мощность всей энергетики США составляла 1010 ГВт.

## Крупнейшие ветряные электростанции США
| Крупнейшие по мощности ветряные фермы США | Крупнейшие по мощности ветряные фермы США | Крупнейшие по мощности ветряные фермы США | Крупнейшие по мощности ветряные фермы США |
| Название                                  | Штат                                      | Мощность, МВт                             |                                           |
| ----------------------------------------- | ----------------------------------------- | ----------------------------------------- | ----------------------------------------- |
| Alta Wind Energy Center                   | Калифорния                                | 1547                                      |                                           |
| Roscoe Wind Farm                          | Техас                                     | 781                                       |                                           |
| Horse Hollow Wind Energy Center           | Техас                                     | 736                                       |                                           |
| Tehachapi Pass Wind Farm                  | Калифорния                                | 690                                       |                                           |
| Capricorn Ridge Wind Farm                 | Техас                                     | 662                                       |                                           |
| San Gorgonio Pass Wind Farm               | Калифорния                                | 619                                       |                                           |
| Fowler Ridge Wind Farm                    | Индиана                                   | 600                                       |                                           |
| Sweetwater Wind Farm,                     | Техас                                     | 585                                       |                                           |
| Altamont Pass Wind Farm                   | Калифорния                                | 576                                       |                                           |

Таблица: Крупнейшие ветроэлектростанции США в 2008-2012 гг

## Установленные мощности по штатам
Ветряные электростанции к началу 2014 года были построены в 34 штатах США.
| Штаты США с крупнейшими установленными ветряными мощностями | Штаты США с крупнейшими установленными ветряными мощностями | Штаты США с крупнейшими установленными ветряными мощностями |
| Место                                                       | Штат                                                        | Мощность, МВт                                               |
| ----------------------------------------------------------- | ----------------------------------------------------------- | ----------------------------------------------------------- |
| 1                                                           | Техас                                                       | 14 098                                                      |
| 2                                                           | Калифорния                                                  | 5 917                                                       |
| 3                                                           | Айова                                                       | 5 688                                                       |
| 4                                                           | Оклахома                                                    | 3 782                                                       |
| 5                                                           | Иллинойс                                                    | 3 568                                                       |
| 6                                                           | Орегон                                                      | 3 153                                                       |
| 7                                                           | Вашингтон                                                   | 3 075                                                       |
| 8                                                           | Миннесота                                                   | 3 035                                                       |
| 9                                                           | Канзас                                                      | 2 967                                                       |
| 10                                                          | Колорадо                                                    | 2 593                                                       |
| Всего                                                       | Всего                                                       | 65 879                                                      |

Турбины занимают только 1 % от всей территории ветряной фермы. На 99 % площади фермы возможно заниматься сельским хозяйством или другой деятельностью. Фермеры США получают ежегодно $3000 — $5000 арендных платежей за одну ветряную турбину, построенную на их участке. Некоторые фермы от сдачи земли в аренду ветряным электростанциям получают доходов больше, чем от основной деятельности.

## Крупнейшие поставщики ветрогенераторов в 2007 году
| Крупнейшие поставщики ветрогенераторов на рынок США в 2007 году | Крупнейшие поставщики ветрогенераторов на рынок США в 2007 году | Крупнейшие поставщики ветрогенераторов на рынок США в 2007 году | Крупнейшие поставщики ветрогенераторов на рынок США в 2007 году | Крупнейшие поставщики ветрогенераторов на рынок США в 2007 году |
| Место                                                           | Название                                                        | Страна                                                          | Число турбин, шт                                                | Общая мощность, МВт                                             |
| --------------------------------------------------------------- | --------------------------------------------------------------- | --------------------------------------------------------------- | --------------------------------------------------------------- | --------------------------------------------------------------- |
| 1                                                               | GE Energy                                                       | США                                                             | 1561                                                            | 2342                                                            |
| 2                                                               | Vestas                                                          | Дания                                                           | 537                                                             | 953                                                             |
| 3                                                               | Siemens                                                         | Германия                                                        | 375                                                             | 863                                                             |
| 4                                                               | Gamesa                                                          | Испания                                                         | 242                                                             | 484                                                             |
| 5                                                               | Mitsubishi Power Systems                                        | Япония                                                          | 356                                                             | 356                                                             |
| 6                                                               | Suzlon Energy                                                   | Индия                                                           | 97                                                              | 197                                                             |
| Всего                                                           | Всего                                                           | Всего                                                           | 3188                                                            | 5244                                                            |

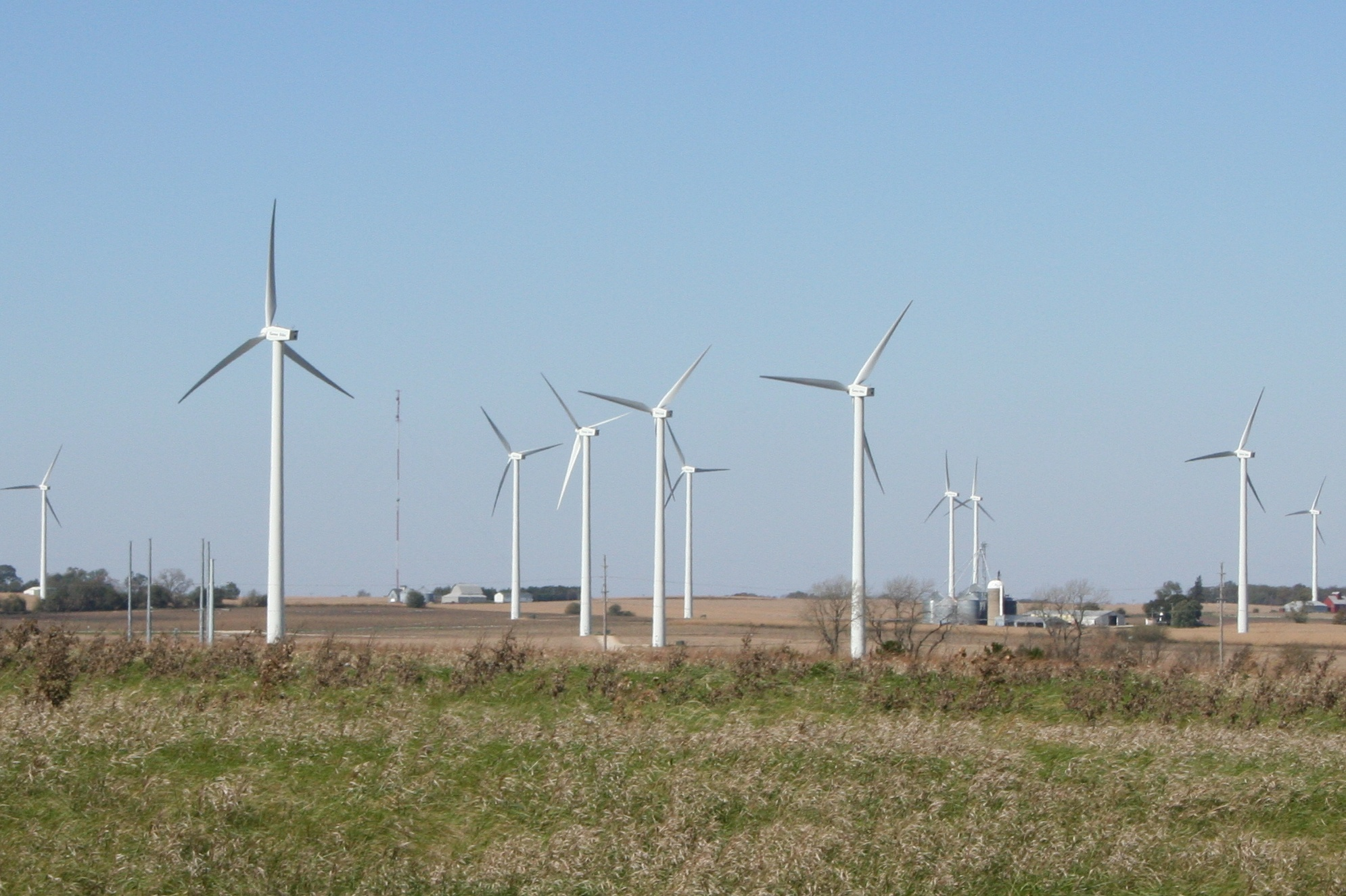
Ветряная электростанция в Иллинойсе

В 2008 году в США было построено 55 новых заводов по производству оборудования для ветроэнергетики. Доля оборудования, произведённого в США, выросла с 30% в 2005 году до 50% в 2008 году.

## Офшорная ветроэнергетика
Интерес к офшорным ветряным электростанциям вызван тем, что на море ветра дуют с наибольшей силой. Кроме того, расположение ВЭУ в море решило бы проблему близости к потребителю, поскольку большинство крупных американских городов расположено именно на побережье. Однако, стоимость таких проектов значительно выше, поэтому прибрежные и морские ветряные электростанции развиваются в США достаточно медленно.  
Первую в США офшорную ветряную электростанцию планировалось построить в Мексиканском заливе. Первая очередь электростанции должна была составить 250 МВт. Первое разрешение на строительство было выдано в октябре 2006 года.
В конце 2007 года в США рассматривались проекты строительства 16 офшорных ветряных электростанций.
07 февраля 2011 г. министр Внутренних дел Кен Салазар и министр энергетики Стивен Чу в контексте совместного плана («National Offshore Wind Strategy») по ускорению развития офшорной энергетики объявили совместный план работы. В первую очередь, это дополнительное финансирование на сумму $50,5 млн. для проектов оффшорных ветряных энергетических установок по трем направлениям: развитие технологий (инновационные конструкции ветровых турбин и оборудования), устранение рыночных барьеров (базовые и целевые экономические исследования по снижению рисков, созданию цепей поставок, планированию, оптимизации инфраструктуры и пр.) и создание трансмиссии следующего поколения. Также были установлены несколько приоритетных зон для размещения ВЭУ в районе среднеатлантических штатов (площадью 122 кв. морские мили у берегов штата Делавэр, площадью 207 у штата Мэриленд, площадью 417 у Нью-Джерси и площадью 165 у Вирджинии). Позже было запланировано определить такие же зоны у штатов Массачусетс и Род-Айленд, а также у берегов Северной Каролины. Внедрение экологически чистых, возобновляемых источников при помощи офшорной ветровой энергии должно стать средством достижения цели, поставленной президентом: к 2035 году производить 80% электроэнергии из экологически чистых источников энергии. В действительности в Министерстве Внутренних дел США предполагают, что территории у берегов Новой Англии и Средне-Атлантических штатов располагают ветряным ресурсным потенциалом в более чем 90 000 МВт.  План министров ориентирован на решение трех ключевых задач: сравнительно высокая стоимость оффшорной ветровой энергетики, технические проблемы при установке и эксплуатации и отсутствие у американских компаний опыта работы с подобными проектами. Строительство же первой в США прибрежной ветряной электростанции мощностью 420 МВт, получившей название Кейп Винд (Cape Wind), планируется в районе мыса Кейп-Код, штат Массачусетс. Сроки начала строительства намечены на 2013 год..

## Экология
Работа ветряных электростанций в 2007 году позволила предотвратить выброс в атмосферу около 28 млн тонн СО2.
Ветряные электростанции, в отличие от традиционных тепловых электростанций, производят электроэнергию без использования воды, что позволяет сократить эксплуатацию водных ресурсов.
Ветряные электростанции производят электроэнергию без сжигания традиционных видов топлива. Это позволяет сократить спрос и цены на топлива.
Одна ветряная турбина мощностью 1 МВт за 20 лет эксплуатации позволит сэкономить около 29 тыс. тонн угля, или 92 тыс. баррелей нефти.

## Цены электроэнергии
Средняя цена электроэнергии в США в 2007 году выросла до $0,0918 за кВт·ч.
По данным Lawrence Berkeley National Laboratory (LBNL) 12 новых ветряных электростанций, построенных в США в 2007 году, продавали свою электроэнергию по ценам от $0,025 до $0,064 за кВт·ч. Из них шесть новых электростанций продавали свою электроэнергию по ценам менее $0,03 за кВт·ч.
В начале 1980-х годов стоимость ветряного электричества в США составляла $0,38 за кВт·ч. При этом среди всех штатов в Техасе развитие рассматриваемой отрасли связано с наименьшими затратами, а в Калифорнии и Новой Англии, напротив, с наибольшими.

## Налоговые льготы
Новая ветряная электростанция получает налоговый кредит (но не субсидии) в размере $0,015 за каждый произведённый кВт·ч электроэнергии. Налоговая льгота действует в течение 10 лет.
Государство субсидирует только исследовательские работы и производство оборудования для ветряной энергетики.
По данным Департамента энергетики США (DoE) с 1950 года по 1997 год правительство США субсидировало энергетику на $500 млрд (в ценах 2004 года). В 2003 году всего около 1 % субсидий, выделенных энергетике США, было предназначено для ветряной энергетики.

## Малая ветряная энергетика
По данным AWEA в 2004 году в США было установлено около 30 МВт малых ветрогенераторов. В 2006 году было продано 6807 малых ветряных турбин. Их суммарная мощность 17 543 кВт. Их суммарная стоимость $56 082 850 (примерно $3200 за кВт мощности).
В 2009 году было продано 20,3 МВт. малых ветрогенераторов. Суммарные мощности малой ветроэнергетики превысили 100 МВт. В США 95 компаний производили оборудование для малой ветроэнергетики. В 2010 году продажи увеличились до 25,6 МВт. Размер рынка малой ветроэнергетики составил $139 млн.
В 2006 году 51 % малых ветрогенераторов было установлено в сельских домах, 19 % на сельскохозяйственных фермах, 10 % на предприятиях малого бизнеса, 10 % в школах и общественных зданиях.
Наиболее перспективными регионами для развития малой ветроэнергетики считаются регионы со стоимостью электроэнергии более $0,1 за кВт·ч. Себестоимость электроэнергии, производимой малыми ветрогенераторами в 2006 г. в США составляла $0,10 —$0,11 за кВт·ч. AWEA ожидает, что в ближайшие 5 лет себестоимость снизится до $0,07 за кВт·ч.
AWEA прогнозирует, что к 2020 году суммарная мощность малой ветряной энергетики США вырастет до 50 тыс. МВт, что составит около 3 % от суммарных мощностей страны. Ветряные турбины будут установлены в 15 млн домах и в 1 млн предприятий малого бизнеса. В индустрии малой ветроэнергетики будут заняты 10 тыс. человек. Они ежегодно будут производить продукции и услуг на сумму более чем $1 млрд.

## Рабочие места
В 2008 году в ветряной энергетике США было занято 85 тысяч человек. За 2008 год было создано 35 тысяч новых рабочих мест. В строительстве ветряных электростанций заняты около 8 тысяч рабочих.

## Статистика
| Год                                                   | 2000    | 2001    | 2002    | 2003    | 2004    | 2005    | 2006    | 2007    | 2008    | 2009    |
| ----------------------------------------------------- | ------- | ------- | ------- | ------- | ------- | ------- | ------- | ------- | ------- | ------- |
| Установленная мощность, МВт                           | 2539    | 4232    | 4687    | 6350    | 6723    | 9147    | 11 575  | 16 907  | 25 410  | 34 863  |
| Выработка электроэнергии, ГВт·ч                       | 5593    | 6737    | 10 354  | 11 187  | 14 144  | 17 811  | 26 589  | 34 450  | 55 363  | 73 886  |
| Коэффициент использования мощности, %                 | 25,1    | 18,2    | 25,2    | 20,1    | 24,0    | 22,2    | 26,2    | 23,3    | 24,9    | 24,2    |
| Доля ветроэнергетики в производстве электроэнергии, % |         |         |         |         |         |         |         |         |         | 1,9     |
|                                                       |         |         |         |         |         |         |         |         |         |         |
| Год                                                   | 2010    | 2011    | 2012    | 2013    | 2014    | 2015    | 2016    | 2017    | 2018    | 2019    |
| Установленная мощность, МВт                           | 40 267  | 46 916  | 60 005  | 61 107  | 65 880  | 74 471  | 82 171  | 89 078  | 96 487  | 105 583 |
| Выработка электроэнергии, ГВт·ч                       | 94 652  | 120 177 | 140 822 | 167 840 | 181 655 | 190 927 | 226 993 | 254 303 | 274 952 | 300 071 |
| Коэффициент использования мощности, %                 | 26,8    | 29,2    | 26,8    | 31,4    | 31,5    | 29,3    | 31,5    | 32,6    | 32,5    | 32,4    |
| Доля ветроэнергетики в производстве электроэнергии, % | 2,3     | 2,9     | 3,5     | 4,1     | 4,4     | 4,7     | 5,5     | 6,3     | 6,5     | 7,1     |
|                                                       |         |         |         |         |         |         |         |         |         |         |
| Год                                                   | 2020    | 2021    | 2022    | 2023    | 2024    | 2025    | 2026    | 2027    | 2028    | 2029    |
| Установленная мощность, МВт                           | 122 478 |         |         |         |         |         |         |         |         |         |
| Выработка электроэнергии, ГВт·ч                       | 337 510 |         |         |         |         |         |         |         |         |         |
| Коэффициент использования мощности, %                 | 31,5    |         |         |         |         |         |         |         |         |         |
| Доля ветроэнергетики в производстве электроэнергии, % | 9,0     |         |         |         |         |         |         |         |         |         |